# Бернард Кац
Сер Бернард Кац (англ. sir Bernard Katz; 26 березня 1911 — 20 квітня 2003) — британський біофізик і фізіолог. Лауреат Нобелівської премії з фізіології і медицині (1970, спільно з Джуліусом Аксельродом і Ульфом фон Ейлером) за «відкриття в області вивчення медіаторів нервових волокон і механізмів їх збереження, виділення та інактивації».

## Біографія
Народився в Лейпцигу (Німеччина), в сім'ї Макса Каца та Євгенії Рабинович. Закінчив гімназію Альберта в 1929 році, вступив до Лейпцизького університету на медичний факультет. У 1932 році, на передостанньому курсі університету, йому була вручена премія Зігфріда Гартена за дослідження в області фізіології. У 1933 закінчив університет.
Після приходу до влади нацистів сім'я Бернарда Каца ухвалює рішення емігрувати до Великої Британії (1935). Тут він продовжив розробки в області нейрофізіології в Лондонському університетському коледжі, під керівництвом відомого британського фізіолога і біофізика, лауреата Нобелівської премії з фізіології і медицини (1922) Арчибальда В. Гілла.
У 1938 Бернард Кац здобув докторський ступінь. Зважаючи на неминучість війни Великої Британії і нацистської Німеччини, Бернард Кац, на запрошення австралійського нейрофізіолога, майбутнього лауреата Нобелівської премії з фізіології і медицини (1963) сера Джона К. Екклса їде в Австралію, де поступає на роботу в госпіталь Сіднея.
У 1941 він набув підданства Британської співдружності. У 1942 Бернард К. записався в Королівські ВПС Австралії і до кінця війни служив офіцером радіолокації на Тихому океані. З 1946 працював в Університетському коледжі в Лондоні — спочатку на посаді заступника директора з біофізичних досліджень, а потім, в 1950—1951 — викладачем фізіології. У 1952 Кац отримав посаду професора біофізики і був призначений завідувачем кафедрою біофізики. З 1952 — член, а з 1965 — віце-президент Лондонського королівського товариства. У 1969 він був удостоєний лицарського звання.

## Науковий внесок
Основні дослідження вченого були в області нейрофізіології, вивчення передачі збудження з нервових клітин на м'язові волокна. Бернард Кац довів, що ця передача здійснюється за допомогою молекул ацетилхоліну за участю іонів кальцію. З великого числа наукових публікацій вченого потрібно особливо відзначити: Електричне збудження нерву (англ. Electric excitation of nerve) (1939), Нерв, м'яз і синапс (англ. Nerve, muscle and synapse) (1966), Вивільнення нейротрансіметів (англ. The release of neural transmitter substances) (1969).

## Нагороди
Бернард Кац — лауреат Нобелівської премії з фізіології і медицині (1970, спільно з Джуліусом Аксельродом і Ульфом фон Ейлером) за «відкриття в області вивчення медіаторів нервових волокон і механізмів їх збереження, виділення та інактивації». Також він удостоєний медалі Бейлі Королівського товариства лікарів і медалі Коплі Королівського наукового товариства. Бернард Кац — член Італійської національної академії наук, Американської академії наук і мистецтв, Данської королівської академії наук і мистецтв, Національної академії наук США. Лауреат почесних звань професора Кембріджського університету та Інституту Вейцмана в Ізраїлі.